# Just For Fun Tour
Just For Fun Tour var den niende koncertturné af det danske elektro-rock-band Dúné. Den startede 1. oktober 2011 og sluttede 30. oktober samme år. Den kom i umiddelbar forlængelse af bandets store Summer Tour 2011.
Det blev guitarist Simon Troelsgaards sidste turné med bandet, da denne valgte at forlade gruppen tre måneder efter sidste koncert i Rødovre.

## Historie
Efter at Dúné havde spillet over 30 koncerter på deres tre turnéer i 2011, German Winter Tour, John Lennon Talent Award Tour og Summer Tour, lovede de hinanden at der ikke skulle afvikles flere koncerter det år. I starten af september valgte de dog at offentliggøre én koncert på Voxhall i Aarhus, da Aarhus var det eneste sted hvor de spillede i tørvejr under deres udendørs koncerter det år. Men da de var i gang med planlægningen, blev også Assens, Skibby og Rødovre tilføjet på listen. Det skyldtes at bandet aldrig før havde spillet i de tre byer.
Da trommeslager Malte Aarup-Sørensen i foråret 2011 valgte at forlade Dúné, blev trommeslager Morten Hellborn hyret ind til at passe trommerne. Han spillede med på resten af årets koncerter, og da sidste koncert på Viften i Rødovre var under afvikling, takkede keyboardspiller Ole Bjórn Hellborn foran publikum. Han kaldte ham for "vores Morten", selvom Hellborn aldrig har været en officiel del af Dúné.

## Setliste
1. Intro (Time To Heat)
2. The last dinosaur in Congo
3. Bloodlines
4. Heiress of Valentina
5. Heat
6. Let Go Of Your Love
7. Please Bring Me Back
8. John Wayne vs. Mary Chain
9. Get It Get
10. Victim Of The City
11. Dry Lips
12. Go Go Valentina

Ekstra numre
1. 80 Years
2. Time to leave
3. OUTRO

## Personel

### Band
- Matt Kolstrup - vokal
- Danny Jungslund - guitar
- Simon Troelsgaard - guitar
- Ole Bjórn - keyboards og vokal
- Piotrek Wasilewski - bas, synthesizer og vokal
- Morten Hellborn - trommer

### Personale
- Dany "Il Presidente" Rau - tourmanager

## Turnedatoer
| Dato              | By      | Land    | Sted         |
| ----------------- | ------- | ------- | ------------ |
| Just For Fun Tour |         |         |              |
| 1. oktober 2011   | Aarhus  | Danmark | Voxhall      |
| 27. oktober 2011  | Assens  | Danmark | Tobaksgården |
| 29. oktober 2011  | Skibby  | Danmark | Fabrikken    |
| 30. oktober 2011  | Rødovre | Danmark | Viften       |